# Vandans
Vandans ist eine Gemeinde in Österreich in Vorarlberg im Bezirk Bludenz mit 2815 Einwohnern (Stand 1. Jänner 2024).

## Geografie
Vandans liegt im Montafon auf 648 Metern Höhe. 26,2 Prozent der Fläche sind bewaldet und 34 Prozent liegen im Gebiet der Alpen.

### Gemeindegliederung
Vandans besteht aus einer einzigen, gleichnamigen Katastralgemeinde und Ortschaft.
Weitere Ortsteile sind Außervens, Daleu, Innerbach, Innervens, Rellstal, Rodund und Zwischenbach.

### Nachbargemeinden
| Bürs                | Lorüns                                      | St. Anton im Montafon  |
| Brand               | Kompassrose, die auf Nachbargemeinden zeigt | Bartholomäberg Schruns |
| Seewis im Prättigau | Schiers                                     | Tschagguns             |

### Klima
|                        | Jan  | Feb  | Mär  | Apr  | Mai  | Jun  | Jul  | Aug  | Sep  | Okt  | Nov  | Dez  |   |      |
| Mittl. Temperatur (°C) | −1,1 | −0,2 | 3,7  | 7,9  | 12,7 | 15,3 | 17,2 | 16,5 | 12,8 | 8,7  | 3,0  | −0,3 | ⌀ | 8,1  |
| Mittl. Tagesmax. (°C)  | 3,1  | 4,9  | 9,8  | 14,3 | 19,2 | 21,6 | 23,6 | 22,9 | 18,9 | 14,7 | 7,5  | 3,4  | ⌀ | 13,7 |
| Mittl. Tagesmin. (°C)  | −4,1 | −3,5 | −0,1 | 3,1  | 7,3  | 10,1 | 12,1 | 11,9 | 8,8  | 5,1  | 0,1  | −3,0 | ⌀ | 4    |
|                        |      |      |      |      |      |      |      |      |      |      |      |      |   |      |
| Niederschlag (mm)      | 96   | 88   | 105  | 93   | 116  | 156  | 173  | 171  | 129  | 89   | 104  | 109  | Σ | 1429 |
|                        |      |      |      |      |      |      |      |      |      |      |      |      |   |      |
| Luftfeuchtigkeit (%)   | 73,8 | 65,0 | 56,0 | 50,5 | 52,4 | 56,4 | 57,6 | 60,4 | 64,0 | 66,3 | 74,2 | 77,8 | ⌀ | 62,9 |

| −4,1 |

| −3,5 |

| −0,1 |

| 3,1 |

| 7,3 |

| 10,1 |

| 12,1 |

| 11,9 |

| 8,8 |

| 5,1 |

| 0,1 |

| −3,0 |

| −4,1 |

| −3,5 |

| −0,1 |

| 3,1 |

| 7,3 |

| 10,1 |

| 12,1 |

| 11,9 |

| 8,8 |

| 5,1 |

| 0,1 |

| −3,0 |

## Geschichte
Der Name „Vandans“ kommt von ad fontanas – das bedeutet Bei den Wassern. Die vier Wildbäche
- Aualatsch vom Golm
- Almustrik aus dem Rellstal
- Mustergiel aus der Valkastielschlucht und der
- Ladritschbach aus dem Vensertobel

haben den Dorfcharakter geprägt und in früheren Jahren der Bevölkerung mit Vermurungen und Schäden viel zu schaffen gemacht.
Die ersten Bewohner waren in Vandans im 10. Jahrhundert die Rätoromanen aus der Provinz Raetia – was noch heute durch viele romanische Flurnamen bezeugt wird. Die weitere Besiedlung erfolgte durch die Kelten und die verschiedenen Stämme deutscher Alemannen. Erst ab etwa 1300 ließen sich die deutschen Walser aus dem schweizerischen Kanton Wallis auf dem noch deutschen Boden nieder.
Um 1405, während der Appenzellerkriege, wurde die Burg Montafon im Schlosstobel bei Vandans zerstört.
1613 und erneut 1630 wütete die Pest in Vandans. Bis 1651 gehörte Vandans zu Tschagguns, der Ort hatte aber bereits seit 1519 einen eigenen Kaplan.

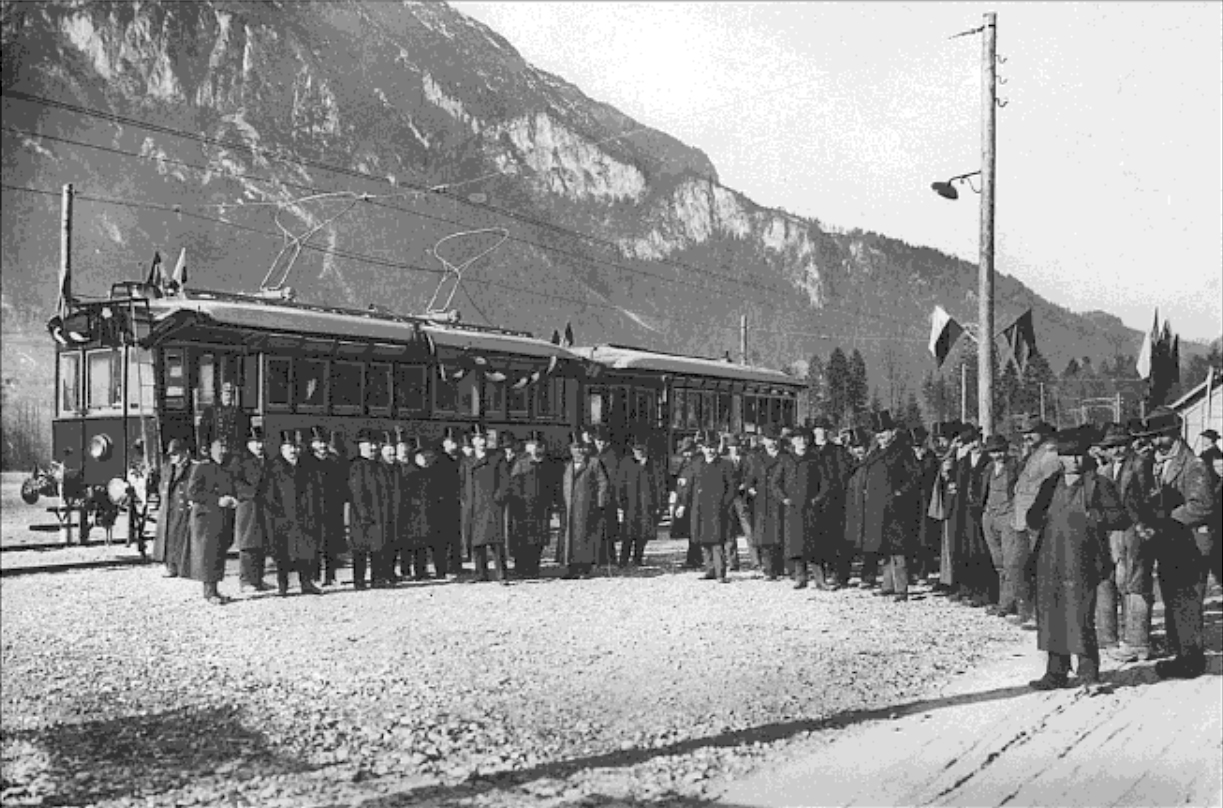
Geschmückte Zuggarnitur der Montafonerbahn zur Eröffnung am 18. Dezember 1905

Eingemurte Häuser und Felder nach dem „Jahrhunderthochwasser“ im Juni 1910

1799 marschierten das österreichische Militär und die „Montafoner Schützen“ unter Bernhard Riedmiller durchs Rellstal gegen Napoleons Truppen, die in der angrenzenden Schweiz lagen. 1800 erfolgte die Besetzung durch die Franzosen und in den Jahren 1803 bis 1809 gehörte Vandans mit dem ganzen Montafon zu Bayern.
Die Habsburger regierten die Orte in Vorarlberg wechselnd von Tirol und Vorderösterreich (Freiburg im Breisgau) aus. Von 1805 bis 1814 gehörte der Ort zu Bayern, dann wieder zu Österreich. Zum österreichischen Bundesland Vorarlberg gehört Vandans seit der Gründung 1861.
Seit 1905 ist Vandans an die damals in Betrieb genommene Linie der Montafonerbahn angeschlossen.

### Hochwasser 1910

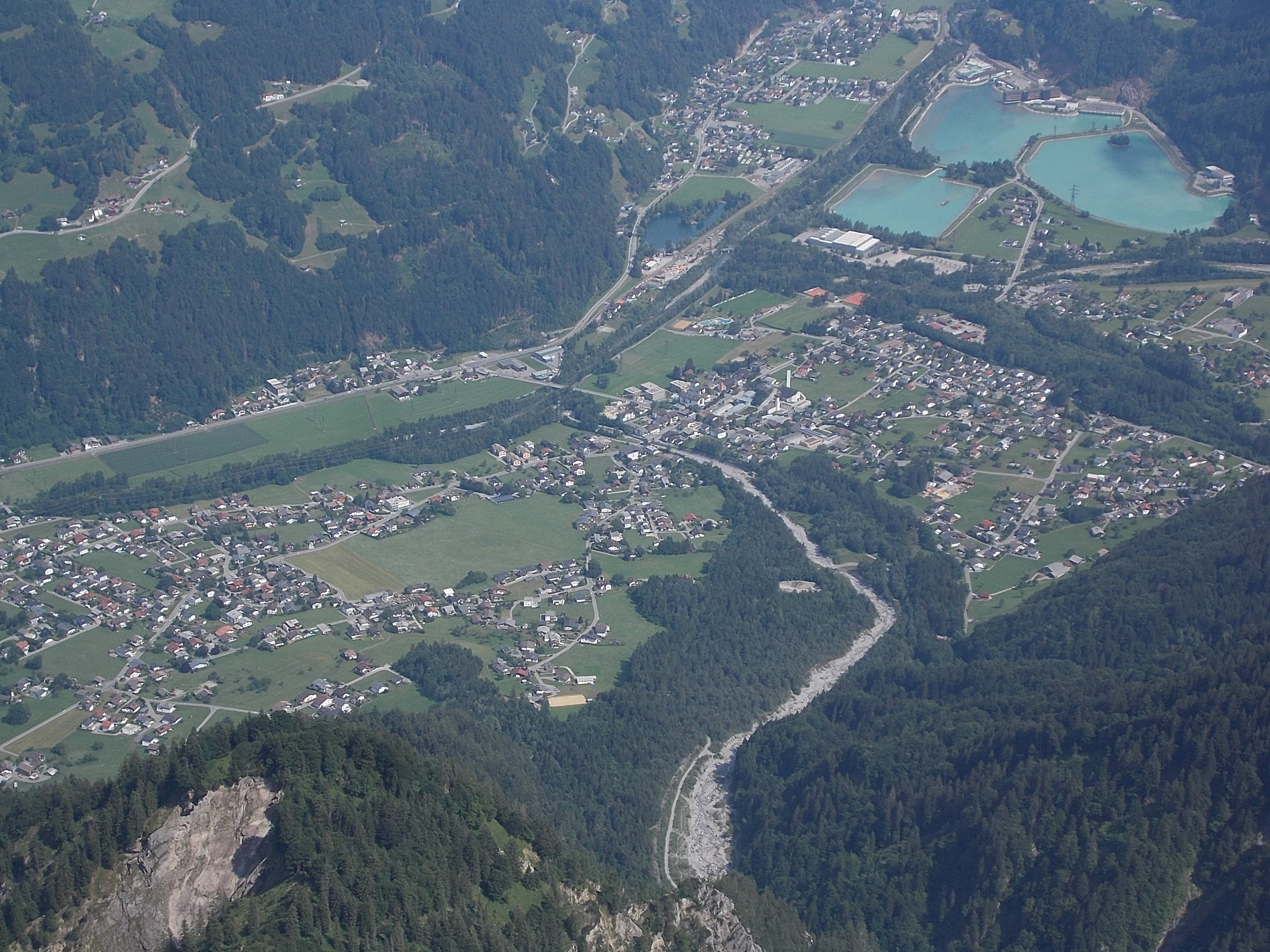
Tiefblick über 1600 Höhenmeter auf Vandans von der Vandanser Steinwand. Links im Vordergrund Mutt (1401 m), in der Mitte der Mustergielbach, rechts oben die Speicherseen der Rodundwerke

Im Juni 1910 wurde der Ort von einem verheerenden Jahrhunderthochwasser heimgesucht: Es kamen starke Regenfälle und die verspätete Schneeschmelze nach einem überaus schneereichen Winter zusammen. Die fruchtbaren Talböden wurden eingeschottert und für die Landwirtschaft unbrauchbar.
Vandans wurde besonders durch das Toben der Ill, des Aualatschbaches sowie des Rellsbaches (Almustrik) sehr stark in Mitleidenschaft gezogen, während der sonst gefürchtete Ladritschbach aus dem Vensertobel und der Mustergielbach diesmal eher harmlos waren.
Es wurde damals mehr als die Hälfte der Eisenbahnstrecke im Montafon zerstört und es musste zwischen Juli 1910 und September 1911 ein Schienenersatzverkehr mit Pferdefuhrwerken zwischen Lorüns und St. Anton eingerichtet werden. Der Ort war 1945 bis 1955 Teil der französischen Besatzungszone in Österreich.

### Bevölkerungsentwicklung
Im Jahr 2002 lag der Ausländeranteil bei 9,9 Prozent.
Bis zum Jahr 2001 hatte die Gemeinde eine positive Geburtenbilanz und eine positive Wanderungsbilanz, was zu einem raschen Bevölkerungswachstum führte. Von 2001 bis 2011 ging die Geburtenrate stark zurück und es gab mehr Abwanderungen als Zuwanderungen.

## Kultur und Sehenswürdigkeiten
- Burgruine Valcastiel
- Alte Pfarrkirche und Friedhof

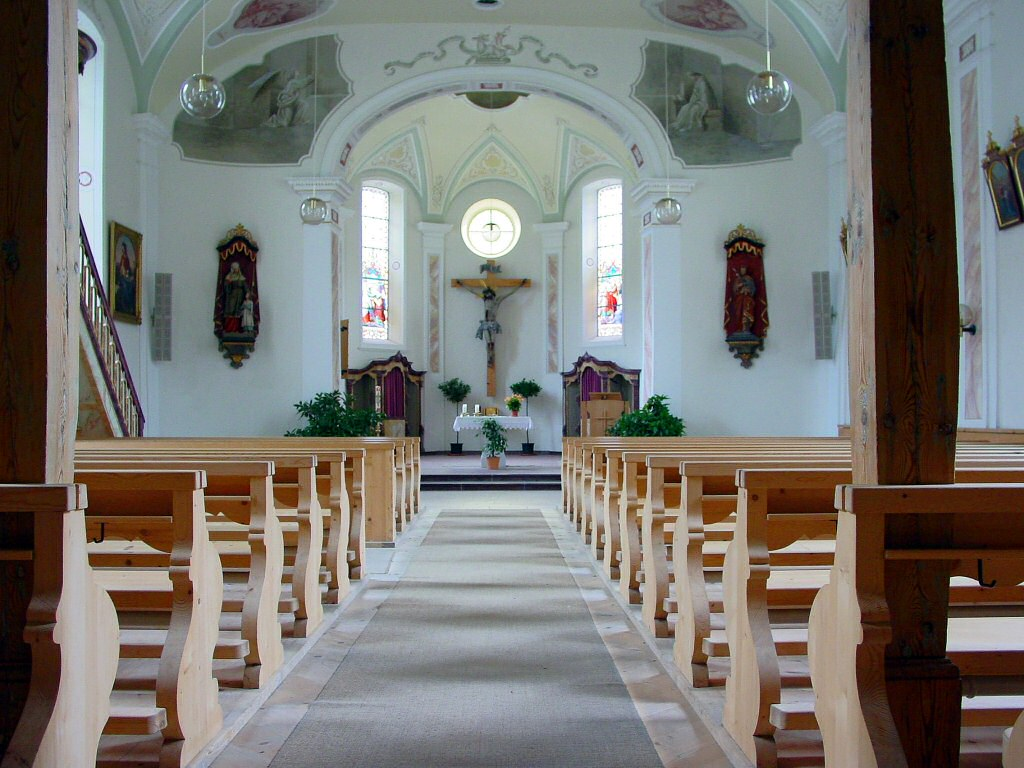
Innenraum der alten Barockkirche in Vandans

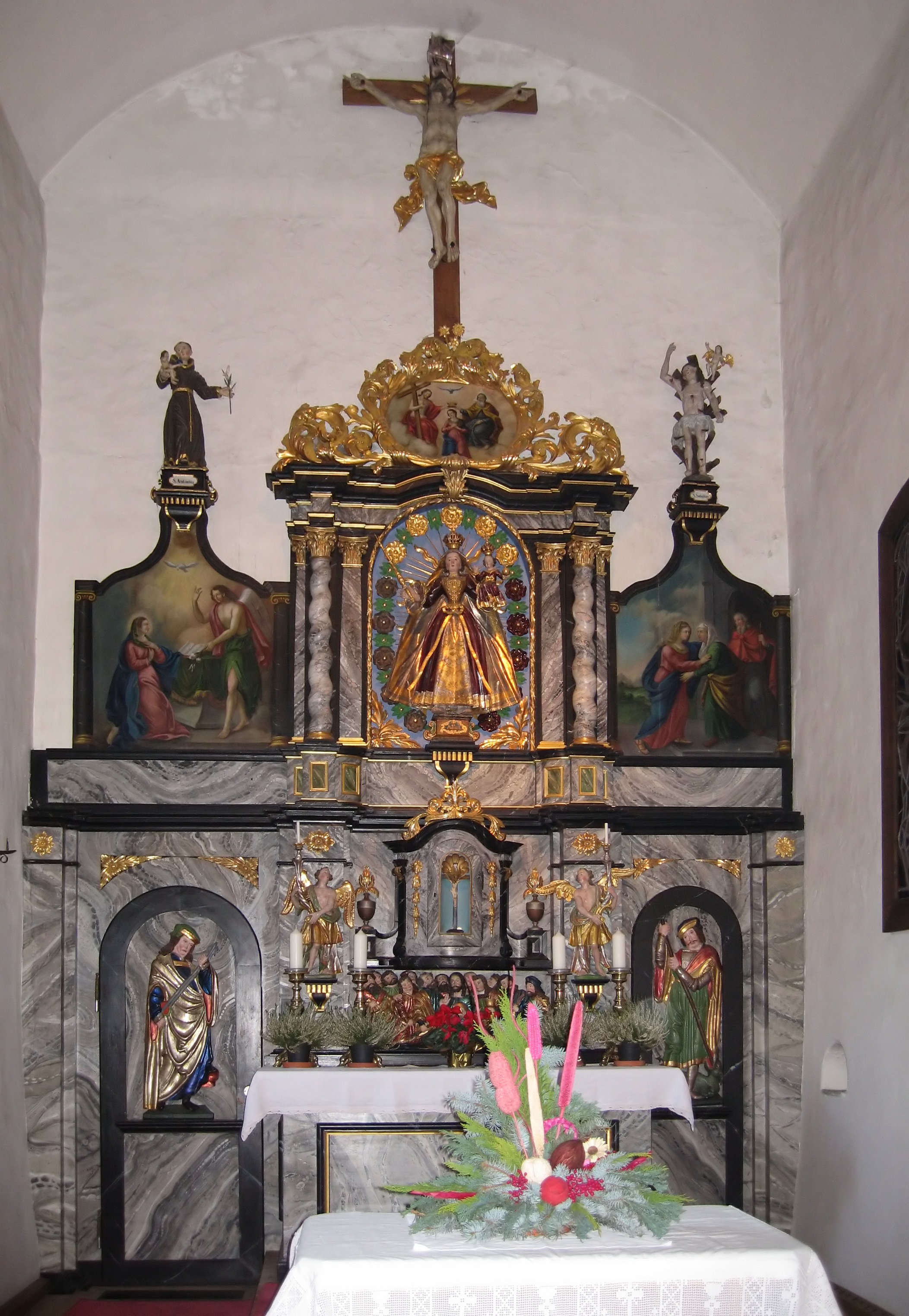
Altar der Kapelle „Venser Bild“

- Neue Pfarrkirche Johannes der Täufer
- Venser Wallfahrtskapelle
- Rellser Mariahilfkapelle
- Alte Krone Vandans
- Zahlreiche Bauernhöfe[6]

### Ortsbildgestaltung
Im Rahmen des europäischen Wettbewerbes „Entente Florale Europe“ wurde Vandans 1988 zum „Schönsten Blumendorf Europas“ gekürt.

### Vereine
Harmoniemusik Vandans
In Vandans gibt es seit 1898 eine Blasmusikkapelle, die „Harmoniemusik Vandans“. Mit November 2013 zählt die Kapelle 66 Musikanten. Während des Jahres werden unterschiedliche Verpflichtungen wie Platzkonzerte, Wettbewerbe oder Frühschoppen wahrgenommen. Im Vereinsjahr 2012/13 waren dies 21 Veranstaltungen, welche musikalisch umrahmt wurden.
Trachtengruppe Vandans
Die Vandanser Trachtengruppe besteht seit 1953 und ist ein Verein, welcher als Hauptzweck die Pflege und das Tragen der Montafoner Tracht, sowie die Pflege und den Erhalt des Volksliedes, des Volkstanzes und der alpenländischen Volksmusik hat. Im Sommer finden regelmäßig Heimatabende für Einheimische und Touristen mit Volkslied, Volkstanz, Volksmusik und Schuhplattler statt.
Ortsfeuerwehr Vandans
Die Ortsfeuerwehr Vandans ist kein Verein, sondern eine Körperschaft öffentlichen Rechtes. Sie verrichtet ihre Aufgabe im Auftrag der Gemeinde und wurde am 1. Oktober 1880 gegründet. Im Jahre 2017 kann ein aktiver Mannschaftsstand von 44 Männern und zwei Frauen, 15 Ehren- und Passivmitgliedern sowie 12 Feuerwehrjugend-Mitgliedern verzeichnet werden. Der Fuhrpark setzt sich aus einem Kommandofahrzeug (KDOF), einem Tanklöschfahrzeug (TLFA), einem Kleinlöschfahrzeug (KLF) sowie einem Versorgungsfahrzeug mit Bergeausrüstung (VF-B) zusammen. Die Ortsfeuerwehr Vandans bewältigt jährlich im Durchschnitt 46 technische und Brandeinsätze, wobei der technische Anteil von Türöffnungen und Verkehrsunfällen bis Hochwasser oder Muren alles beinhaltet und im Ansteigen begriffen ist.
Vandanser Aktiv Club
Dieser, kurz VAC genannt, bemüht sich um eine sinnvolle Freizeitgestaltung. Von ihm wird unter anderem auch das jährliche Open Air am Klettersteig Scheibenkopf veranstaltet. Das „Stehbruchfest“ findet Anfang August an Freitag und Samstag statt. Es wird hauptsächlich Rockmusik gespielt.
Bergrettung Vandans / St. Anton im Montafon
Seit 1954 besteht die Bergrettung und ist eine Rettungsorganisation, die Menschen in alpinen Notlagen hilft. Mit Stand November 2013 zählte die Bergrettung 39 Bergretter sowie einen Anwärter.

## Wirtschaft und Infrastruktur
Im Jahr 2003 gab es im Ort 35 Betriebe der gewerblichen Wirtschaft mit 350 Beschäftigten und 22 Lehrlingen. Lohnsteuerpflichtige Erwerbstätige gab es 1201. Tourismus und Fremdenverkehr sind für den Ort wichtig und im Tourismusjahr 2001/2002 gab es insgesamt 108.654 Übernachtungen.

### Ansässige Unternehmen
Das größte Unternehmen in Vandans ist der international tätige Automobilzulieferer WE-FORM, der 2015, damals noch unter dem Namen ELB-FORM, etwa 250 Mitarbeiter beschäftigte.

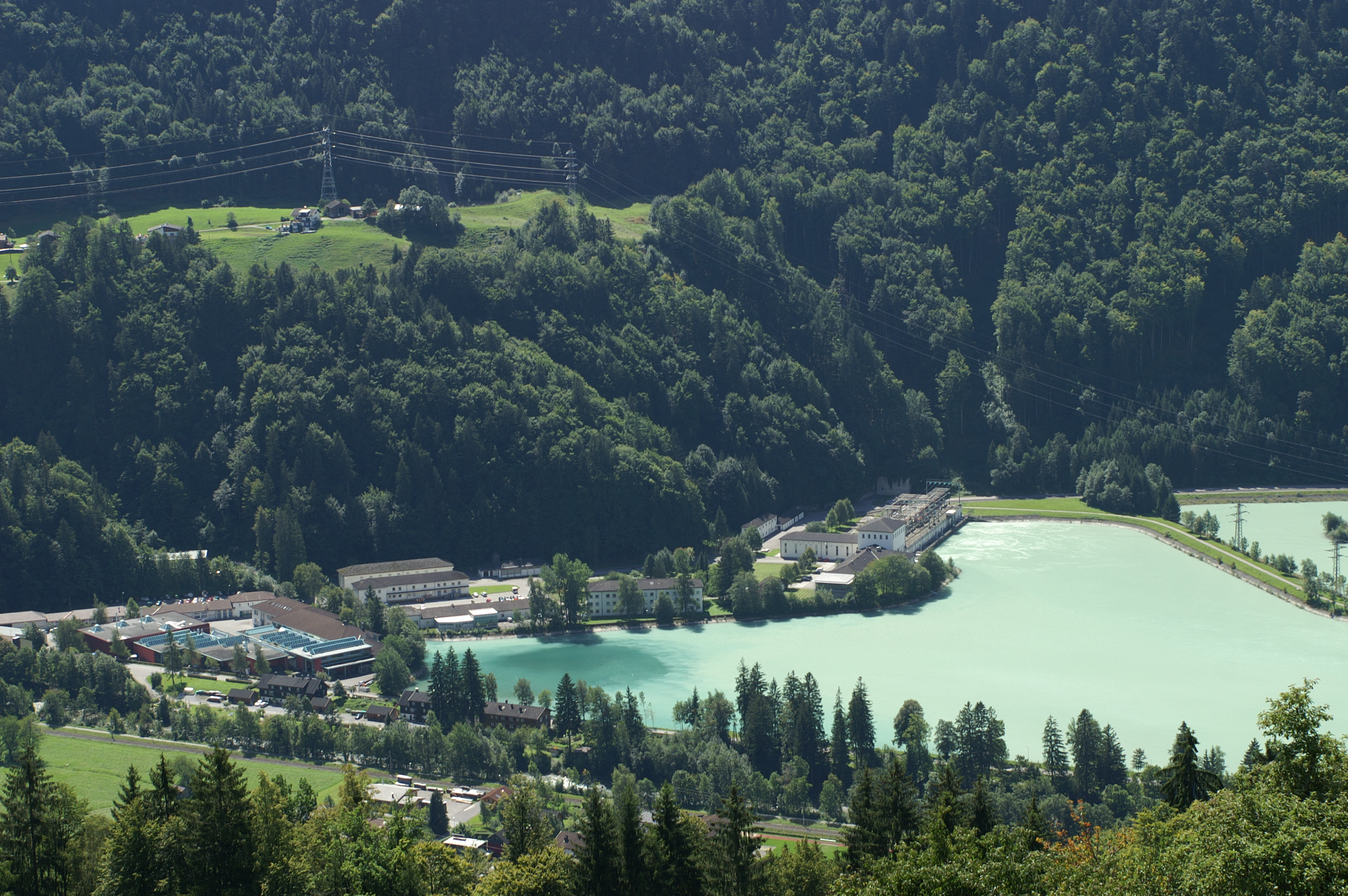
Kraftwerke Rodund I und II

Auf dem Gebiet der Gemeinde Vandans liegen auch die Kraftwerke Rodund I und II der illwerke vkw mit ihren Stauseen.

### Verkehr
Vandans ist mit einer Haltestelle der Montafonerbahn an das Eisenbahnnetz angeschlossen und verfügt über einen Ortsbus.

### Bildung
Im Jahr 2003 gab es am Ort 239 Schüler, die sich auf ein Heilpädagogisches Zentrum und die Volksschule verteilten. Im Schuljahr 2020/2021 besuchen 101 Kinder die Volksschule in Vandans. In Vandans gibt es zudem einen Kindergarten, der in drei Gruppen geführt wird.

### Sport und Freizeit
Die Vorarlberger Illwerke errichteten zwischen Latschau und Vandans eine Rodelbahn für den ganzjährigen Einsatz, deren bremsbare Schlitten auf Metallrohren geführt sind. Die Heinrich-Hueter-Hütte ist ein beliebtes Wanderziel von Vandans und Ausgangspunkt für die Besteigung der Zimba.

## Politik

### Gemeindevertretung
In Vorarlberg wählen die Bürger alle fünf Jahre die Mitglieder der Gemeindevertretung durch Ankreuzen eines Listen-Wahlvorschlages bzw. durch Mehrheitswahl wenn kein Listenvorschlag vorliegt. Weiters den Bürgermeister durch Ankreuzen eines Wahlvorschlages.
Die Gemeindevertretung wählt in der konstituierenden Sitzung aus ihrer Mitte – sofern keine Wahl durch die Bürger zustande kam – gemäß § 61 Gemeindegesetz einen Bürgermeister und dann einen mindestens dreiköpfigen Gemeindevorstand. Die Zahl dieser „Gemeinderäte“ darf aber gemäß § 55 den vierten Teil der Zahl der Gemeindevertreter nicht übersteigen.
Der Bürgermeister führt den Vorsitz bei den generell öffentlichen Sitzungen der Gemeindevertretung, in denen kommunale Belange besprochen und Beschlüsse gefasst werden. Beobachter haben kein Mitspracherecht und kein Stimmrecht. Die Gemeindevertretung kann nach Bedarf Ausschüsse bestellen. Sitzungen des Gemeindevorstandes und der Ausschüsse sind nicht öffentlich.

#### Sitzverteilung nach den Wahlen
- Gemeindevertretungswahlen 1985: FPÖ 13, ÖVP 5, SPÖ 2, Vandans grünt 1.[18]
- Gemeindevertretungswahlen 1990: FPÖ 14, ÖVP 5, SPÖ 1, Parteiunabhängige 1.[19]
- Gemeindevertretungswahlen 1995: Die Freiheit 15, ÖVP 5 SPÖ 1.[20]
- Gemeindevertretungswahlen 2000: Freiheitliche 12, ÖVP 7 SPÖ 2.[21]
- Gemeindevertretungswahlen 2005: Gemeinsam für Vandans 24.[22]
- Gemeindevertretungswahlen 2010: Gemeinsam für Vandans 24.[23]
- Gemeindevertretungswahlen 2015: Gemeinsam für Vandans 16, An frischa Loft 7, GRÜNE 1.[24]
- Gemeindevertretungswahlen 2020: Gemeinsam für Vandans 15, An frischa Loft 8, GRÜNE 1.[25]
- Gemeindevertretungswahlen 2025: Gemeinsam für Vandans 15, Zukunft Vandans 6, An frischa Loft 3.[26]

### Bürgermeister
- 1945–1947 Christian Schapler[27]

- 1947–1950 Josef Pfeifer[27]

- 1950–1954 Wilhelm Mayer[27]
- 1954–1955 Meinrad Wachter[27]
- 1955–1970 Alfons Bitschnau[27]
- 1970–1985 Oskar Vonier[27]
- 1985–2020 Burkhard Wachter (bis 2012 FPÖ)[27][28][29][30][31]
- seit 2020 Florian Küng[32]

### Wappen
Der Wappenentwurf stammt von Markus Bachmann und die Verleihung des Wappens durch die Vorarlberger Landesregierung erfolgte am 26. Jänner 1965.
Es zeigt einen von Rot und Grün gespaltenen Schild – mit einem goldenen Schlüssel im roten sowie einem silbernen Blitz im grünen Feld. Der goldene Schlüssel steht für die Zugehörigkeit zum Montafon (Siegel seit dem frühen 15. Jahrhundert). Der Blitz stellt die Stellung der Gemeinde als Kraftspeicher der illwerke vkw dar.

### Gemeindepartnerschaften
- Mit der seit 1958 befreundeten deutschen Malteserstadt Heitersheim wurde im Jahre 1991 die offizielle Partnerschaft besiegelt.[35]

## Persönlichkeiten

### Söhne und Töchter der Gemeinde
- Johann Josef Batlogg (1751–1800), Landammann und Schützenhauptmann
- Josef Egele (1896–1961), Landtagsabgeordneter
- Gottfried Schappler (1840–1921), Gemeindevorsteher und Abgeordneter zum Vorarlberger Landtag
- Christian Schappler (1877–1961), Gemeindevorsteher und Abgeordneter zum Vorarlberger Landtag
- Josef Schoder (1900–1986), Abgeordneter zum Vorarlberger Landtag
- Leonhard Treichl (1932–1999), Abgeordneter zum Nationalrat

### Personen mit Beziehung zur Gemeinde
- Christoph Feurstein (* 1972), Journalist und Fernsehmoderator
- Karin Fritz (* 1957), Abgeordnete zum Vorarlberger Landtag
- Josef Henrich (1879–1943), Forstingenieur, Jagdausbilder und Autor; Ehrenbürger von Vandans
- Nadine Kasper (* 1980), Abgeordnete zum Vorarlberger Landtag
- Josef Nagler (1922–1997), Vermessungstechniker und Abgeordneter zum Vorarlberger Landtag
- Siegmund Stemer (* 1951), Abgeordneter zum Vorarlberger Landtag; wohnhaft in Vandans
- Martin Thurnher (1844–1922), Abgeordneter zum Vorarlberger Landtag, Ehrenbürger von Vandans
- Manfred Vallaster (* 1958), Abgeordneter zum Vorarlberger Landtag